# Oley Creek (Nescopeck Creek)
Oley Creek ist ein Nebenfluss des Nescopeck Creek im Luzerne County im US-Bundesstaat Pennsylvania und einer von zwei Flüssen mit diesem Namen in den Vereinigten Staaten. Der Bach hat eine ungefähre Länge von 8,4 Kilometern und verläuft durch Foster Township, Dennison Township und Butler Township. Long Hollow ist ein Zufluss des Oley Creek. Das Einzugsgebiet des Baches umfasst etwa 19 Quadratkilometer. Der Oberlauf des Baches ist teilweise als Class A Wild Trout Fishery klassifiziert. Der Bach liegt im oberen Bereich des Einzugsgebietes des Nescopeck Creek und ist benannt nach einer Ortschaft im Berks County, Pennsylvania, mit dem Namen Oley.

## Verlauf
Die Quelle des Oley Creek liegt in der Foster Township, an der Nordseite von Green Mountain. Der Bach fließt eine Weile nordwärts, bevor er von der Interstate 80 überquert wird und von rechts den einzigen benannten Zufluss empfängt, Long Hollow, der ihm von Osten her zufließt und seinen Ursprung am Mount Yeager hat. Der Bach wendet sich dann westwärts, verlässt die Foster Township und erreicht die Dennison Township, in der er parallel zur Interstate 80 verläuft, am Südrand des Mount Yeager. Ein kurzes Stück weiter wendet sich der Wasserlauf nach Südwesten, weg von der Autobahn und dem Berg. Der Bach passiert einen Tagebau und biegt nach Westen, wobei er die Dennison Township verlässt und die Butler Township erreicht. Dort fließt der Bach in einen See, den er an der gegenüberliegenden Seite verlässt, bevor er noch ein kurzes Stück bis zu seiner Mündung in den Nescopeck Creek zurücklegt.

## Hydrologie
Der pH-Wert des Oley Creek beträgt 6,4 und die Konzentration der Alkalinität beläuft sich auf 6 mg/l. Die Wasserhärte beträgt 7 mg/l.
Oley Creek ist durch saure Bergbauwässer belastet. Er ist außerdem von Saurem Regen betroffen.
Jährlich transportiert der Bach 490.000 kg Erosionsmaterial und 837.000 kg Sedimente sowie 5453 kg Nitrogen und 487 kg Phosphor. Er trägt damit 1,7 Prozent und 3 Prozent des Eintrags von Nitrogen bzw. Phosphor in den Nescopeck Creek bei.

## Geographie und Geologie
Das Einzugsgebiet des Oley Creek liegt im oberen Teil des Einzugsgebietes des Nescopeck Creek und hat eine Fläche von rund 19 km2. Die Mündung des Creeks liegt in einer Höhe von 315 m. Der Bach verläuft 6,5 km entfernt vom Lehigh River, gehört jedoch nicht zu dessen Flusssystem.
Im Einzugsgebiet des Oley Creek verlaufen rund 15 km State Roads. Mehr als 80 % des Gebietes innerhalb von 100 Fuß beiderseits des Gewässers sind von Wald bedeckt, weniger als 10 % werden landwirtschaftlich genutzt und weniger als 3 % ist Ödland.
Der Beech Mountain Lake ist Teil des Oley Creek. Dieses Gewässer hat eine Oberfläche von rund 2,2 Acres (rund 8900 m2) und liegt an Stelle eines unbenannten Zuflusses des Creeks.
Das Tal, in dem der Bach verläuft, ist das Oley Valley.
Der gesamte Abschnitt der Class A Wild Trout Waters des Oley Creek liegt auf öffentlich zugänglichem Land.

## Geschichte und Etymologie
Der Name des Oley Creek ist abgeleitet von der Ortschaft Oley im Berks County. Er ist möglicherweise von der Worten olink, wólink, olo oder wahlo aus der Sprache der Delaware abgeleitet; diese Worte bezeichnen eine Höhlenkammer, ein Sinkhole, ein Erdloch oder einen von hohen Bergen umgebenen Talkessel. Historisch lag der Oley Creek am westlichen Rand des Territoriums der Munsee.
In der Vergangenheit gab es in der Nähe des Baches am Green Mountain Kohlebergbau. Zu Beginn der 1970er Jahre wurde ein Teil des Bachlaufes mit einem Staudamm aufgestaut und so der auch als Beech Mountain Lake bekannte Lake of the Four Seasons gebildet. Im Jahr 2000 kaufte die Eastern Pennsylvania Marine Properties Company 2 Acres (rund 8,1 Hektar) des Sees an.

## Flora und Fauna
Obwohl der Oley Creek als wenig fruchtbar gilt, ist er auf einer Länge von 3,7 km zwischen der Einmündung des Long Hollow und der Interstate 80 als Class A Wild Brook Trout Fishery ausgewiesen.

## Belege
1. 1 2  0ley Creek. In: Geographic Names Information System. United States Geological Survey, United States Department of the Interior, abgerufen am 7. Oktober 2022 (englisch).
2. 1 2 3 4 5 6 7 8  Center for Watershed Stewardship Keystone Project. University Park, Pa.: Pennsylvania State University: Nescopeck Creek Watershed Stewardship Report. 2002, abgerufen am 19. Juli 2014 (englisch).
3. 1 2  United States Geological Survey: Luzerne County PA USGS Topographical Map. 1980, archiviert vom Original am 31. Oktober 2013; abgerufen am 19. Juli 2014 (englisch).
4. ↑  Charles H. Neff:  Acid Rain Real Threat Throughout Pennsylvania In: The Morning Call, 22. Januar 1984. Abgerufen am 18. Juli 2014 (englisch).
5. ↑  Topographic Map Stream Features in Luzerne County, Pennsylvania. Abgerufen am 19. Juli 2014 (englisch).
6. 1 2  Robert S. Grumet: Manhattan to Minisink: American Indian Place Names of Greater New York and Vicinity. University of Oklahoma Press, S. 222 (englisch, google.is).
7. ↑  Wade B. Chandler: PN14-32 Green Mountain OSM 40 (3219)101.1 – Luzerne County, PA. US Army Corps of Engineers, 5. Juni 2014, abgerufen am 19. Juli 2014 (englisch).
8. ↑  Thomas Francis Gordon: A Gazetteer of the State of Pennsylvania. 1832, S. 334 (englisch, google.is).
9. 1 2  Class A Wild Trout Waters. Pennsylvania Fish and Boat Commission, 16. Dezember 2013, S. 25, abgerufen am 19. Juli 2014 (englisch).
10. ↑  A Brief Introduction to the Declaration of Protective Covenants, Exceptions, Reservations and Conditions for Beech Mountain Lakes Association. Abgerufen am 19. Juli 2014 (englisch).